# Karun Chandhok
Karun Chandhok (Chennai, 19 de janeiro de 1984) é um automobilista indiano.

## Carreira
Em 2000, Chandhok foi Campeão do Campeonato Nacional da Índia, ganhando sete das dez corridas da Fórmula Maruti. Ele marcou a pole position e a volta mais rápida em todas as dez corridas. Em 2001, Chandhok foi o campeão da Fórmula 2000 na Ásia, tornando-se o mais jovem campeão dessa categoria, conduzindo a Portugal Racing Team.
Chandhok testou com a British na Fórmula 3 e com a equipe Carlin Motorsport em 2001. Correu na classe Nacional, em 2002, dirigindo para a T-Sport, terminando o campeonato em sexto lugar. Correu na T-Sport na National Class em 2003, e terminou em terceiro lugar na classificação final da categoria, atrás do campeão Ernesto Viso e vice-campeão Steven Kane. Em 2004, Chandhok correu na Fórmula 3 britânica principal classe da T-Sport, e terminou em 14º na classificação geral.
Em 2005, Chandhok correu a temporada pela Formula Renault 3.5 Série com RC Motorsport.
Ele foi o primeiro piloto a representar A1 Team Portugal no A1 Grand Prix, no início da temporada 2005-06, antes de ser substituído por Armaan Ebrahim para o restante da  temporada.
Em 2006 ele tornou-se campeão do primeiro Campeonato de Formula V6 Asia pela Renault, tendo sete vitórias e nove pole positions em 12 corridas.

### GP2 Series

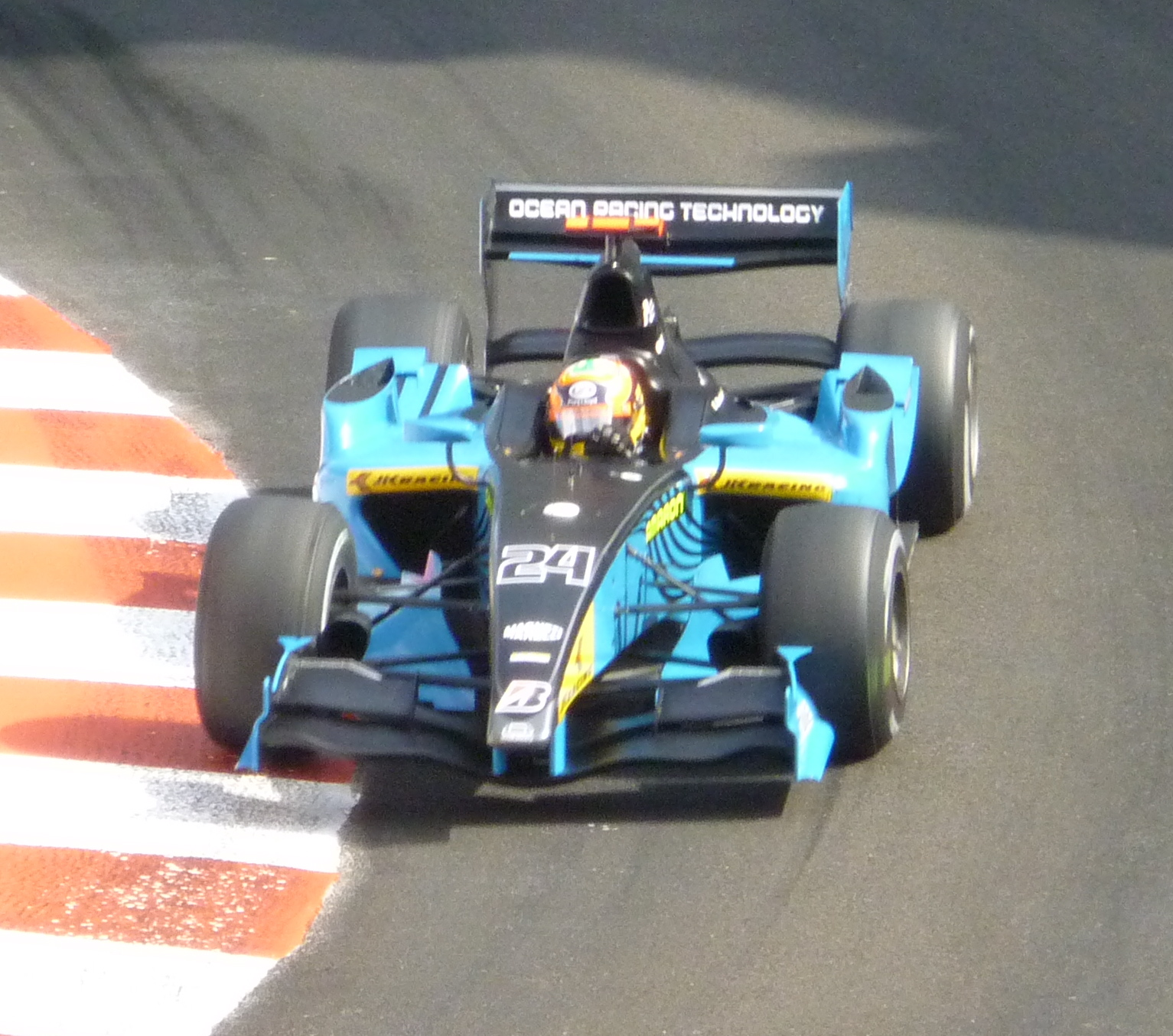
Chandhok pilotando pela equipe Ocean Racing Technology em Mônaco na GP2.

Chandhok se mudou para a GP2 Series em 2007, pilotando para equipe Durango. Obteve sua primeira primeira vitória na GP2 no circuito de Spa-Francorchamps. Neste mesmo ano foi convidado para testar no Circuito da Catalunha, na Espanha nos dia 13 e 14 de novembro pela equipe Red Bull Racing.
Em 2008 manteve-se na GP2 Series, se transferindo para equipe iSport International, tornando-se companheiro de Bruno Senna. Venceu uma corrida e terminou o campeonato na 10ª posição. Ao final dessa temporada foi presenteado com o prêmio "Best Driving Style".
Chandhok assinou contrato com a equipe Ocean Racing Technology na GP2 Series de 2009.

### Fórmula 1
Em 4 de março de 2010, foi anunciado como piloto da equipe de Fórmula 1 Hispania Racing para a temporada de 2010. Competiu 10 das 19 corridas.
No início de 2011, Chandhok foi confirmado para piloto de testes da Team Lotus. Mas no GP da Alemanha, ele substituiu o italiano Jarno Trulli; o indiano largou e cruzou em 20º.

## Resultados na Fórmula 1

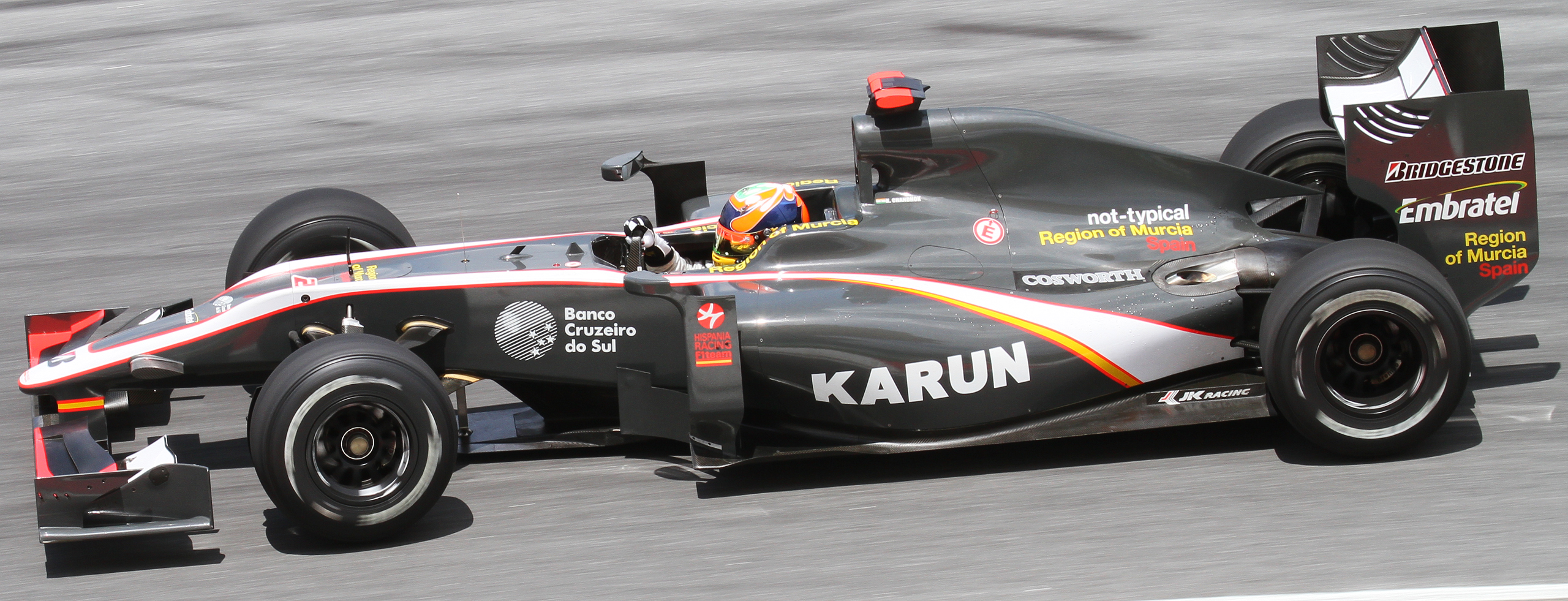
Chandhok pilotando pela equipe Hispania Racing no Grande Prêmio da Malásia de 2010.

| Ano  | Equipe      | Chassi   | Motor              | 1       | 2      | 3      | 4      | 5       | 6      | 7      | 8      | 9      | 10     | 11     | 12     | 13     | 14     | 15     | 16     | 17     | 18     | 19     | 20 | Classificação | Pontos |
| ---- | ----------- | -------- | ------------------ | ------- | ------ | ------ | ------ | ------- | ------ | ------ | ------ | ------ | ------ | ------ | ------ | ------ | ------ | ------ | ------ | ------ | ------ | ------ | -- | ------------- | ------ |
| 2010 | HRT F1 Team | HRT F110 | Cosworth CA2010 V8 | BAR Ret | AUS 14 | MAL 15 | CHN 17 | ESP Ret | MON 14 | TUR 20 | CAN 18 | EUR 18 | GBR 19 | ALE NP | HUN NP | BEL NP | ITA NP | SIN NP | JAP NP | COR NP | BRA NP | ABU NP |    | 25°           | 0      |
| 2011 | Team Lotus  | T128     | Renault RS27 V8    | AUS AT  | MAL    | CHN    | TUR AT | ESP     | MON    | CAN    | EUR AT | GBR AT | ALE 20 | HUN    | BEL AT | ITA    | SIN    | JAP AT | COR AT | IND AT | ABU    | BRA    |    | 28°           | 0      |